# Craugastor mexicanus
Craugastor mexicanus es una especie de anfibio anuro de la familia Craugastoridae.

## Distribución geográfica
Esta especie es endémica de México. Habita entre los 1500 y 3420 m sobre el nivel del mar en los estados de Oaxaca, Puebla, Hidalgo y Veracruz.

## Etimología
Esta especie lleva su nombre en referencia al lugar de su descubrimiento, México.

## Publicación original
- Brocchi, 1877 : Sur quelques Batrachiens raniformes et bufoniformes de l'Amérique Centrale. Bulletin de la Société Philomathique de Paris, sér. 7, vol. 1, p. 175-197[5]